# Ken Diaz
Kenneth „Ken“ Diaz ist ein Maskenbildner und Spezialeffektkünstler.

## Leben
Diaz begann seine Karriere im Filmstab 1980 ohne Namensnennung im Abspann bei Michael Ciminos Western Heaven’s Gate. 1982 war er an John Carpenters Horrorfilm Das Ding aus einer anderen Welt tätig, 1986 arbeitete er bei Big Trouble in Little China erneut mit Carpenter. 1990 war er für Gary David Goldbergs Filmdrama Dad zusammen mit Dick Smith und Greg Nelson für den Oscar in der Kategorie Bestes Make-up und beste Frisuren nominiert, es gewann in diesem Jahr jedoch Bruce Beresfords Miss Daisy und ihr Chauffeur. 1996 erhielt er seine zweite Oscar-Nominierung, diesmal zusammen mit Mark Sanchez, sie unterlagen aber Mel Gibsons Historiendrama Braveheart. Diaz arbeitete unter renommierten Regisseuren wie Martin Scorsese, Gore Verbinski, Steven Soderbergh, Oliver Stone und Ridley Scott.
Diaz war neben seinen Filmengagements auch für das Fernsehen tätig, unter anderem an den Fernsehserien Alien Nation, Crossbones und Kingdom. Für sein Wirken war er zwischen 1990 und 2010 fünf Mal für den Primetime Emmy nominiert, den er 1990 und 1992 gewinnen konnte.

## Filmografie (Auswahl)
- 1980: Heaven’s Gate
- 1982: Das Ding aus einer anderen Welt (John Carpenter’s The Thing)
- 1987: Mel Brooks’ Spaceballs (Spaceballs)
- 1989: Dad
- 1991: Bugsy
- 1995: Heat
- 1998: Die Maske des Zorro (The Mask of Zorro)
- 2000: Der Sturm (The Perfect Storm)
- 2000: Erin Brockovich
- 2003: Fluch der Karibik (Pirates of the Caribbean: The Curse of the Black Pearl)
- 2006: Pirates of the Caribbean – Fluch der Karibik 2 (Pirates of the Caribbean: Dead Man’s Chest)
- 2007: Pirates of the Caribbean – Am Ende der Welt (Pirates of the Caribbean: At World’s End)
- 2008: Indiana Jones und das Königreich des Kristallschädels (Indiana Jones and the Kingdom of the Crystal Skull)
- 2009: Männer, die auf Ziegen starren (The Men Who Stare at Goats)
- 2010: The Expendables
- 2011: Krieg der Götter (Immortals)
- 2013: Die fantastische Welt von Oz (Oz the Great and Powerful)
- 2016: Die Bestimmung – Allegiant (The Divergent Series: Allegiant)
- 2017: Logan – The Wolverine (Logan)
- 2018: Black Panther
- 2021: Shang-Chi and the Legend of the Ten Rings
- 2022: Top Gun: Maverick

## Auszeichnungen (Auswahl)
- 1990: Oscar-Nominierung in der Kategorie Bestes Make-up und beste Frisuren für Dad
- 1996: Oscar-Nominierung in der Kategorie Bestes Make-up und beste Frisuren für Meine Familie